# Decatur (Nebraska)
Decatur è un comune degli Stati Uniti d'America, situato nello Stato del Nebraska, nella Contea di Burt.